# Lewis Carroll
Lewis Carroll, pravim imenom Charles Lutwidge Dodgson (Daresbury, 27. siječnja 1832. – Guildford, 14. siječnja 1898.) je bio engleski pisac i matematičar, čije su dvije priče o Alisinim pustolovinama u čudesnom svijetu postale klasici dječje književnosti. Lewis Carroll je bio pseudonim Charlesa Lutwigea Dodgsona, koji je obrazovanje stekao na Oxfordu gdje je predavao matematiku od 1855. do 1881.godine. Postao je anglikanski svećenik 1861. godine. Četiri godine kasnije, dječje priče koje je pričao kćerki svog predstojnika katedre na koledžu, objavljene su pod imenom Alisa u zemlji čudesa i odmah su postigle uspjeh. Nastavak Lov na zrcalo pojavio se 1872. i bio je jednako popularan. Dodgson je također pisao humoristične stihove i nekoliko matematičkih djela. Bio je entuzijastičan i nadaren amaterski fotograf. Njegova omiljena kreacija je bila: Bijeli zec koji je uvijek u žurbi.